# 56-я армия (Япония)
56-я армия (яп. 第56軍) — формирование японской Императорской армии, действовавшее во время Второй мировой войны.
Сформирована 21 апреля 1945 года под командованием генерал-лейтенанта Итиро Ситиды, подчинялась 16-му фронту. Основной задачей было противодействие вторжению Союзников в районе северной части острова Кюсю в рамках планировавшейся ими операции «Даунфол».
Армия дислоцировалась в городе Иидзука (префектура Фукуока. Большая часть её солдат состояла из плохо обученных резервистов, недавно призванной молодёжи и ополчения.
После капитуляции Японии 15 августа 1945 года, армия была расформирована, так и не поучаствовав в боевых действиях.

## Состав
- управление (штаб)
- 57-я пехотная дивизия
- 145-я пехотная дивизия
- 312-я пехотная дивизия
- 351-я пехотная дивизия
- 4-й отдельный танковый полк
- артиллерия, части армейского подчинения